# Fernando d'Almeida
Pour les articles homonymes, voir Almeida (homonymie).
Fernando d'Almeida est un poète et critique littéraire camerounais, né à Douala le 19 avril 1955 et décédé le 23 février 2015 à la Cité Bonamoussadi à Douala. Doublement africain par ses origines béninoises et camerounaises, Fernando d'Almeida est également d'ascendance noire brésilienne, d'où son nom à consonances portugaises.

## Biographie
Fernando d'Almeida est le fils de Pierre d'Almeida, béninois, et d'Hélène N'domè, camerounaise. Comparatiste de formation, il fait des études de Lettres en France (Université Paris XII et Paris IV). Diplômé de l'École des hautes études en sciences sociales (EHESS) de Paris, Docteur ès Lettres de l'université de la Sorbonne.
Il a été journaliste dans l'équipe de rédaction de La Presse du Cameroun et participant à plusieurs autres journaux, il fut aussi directeur de la cellule de communication au ministère de l'Enseignement supérieur.
Fernando d'Almeida a enseigné durant plus de vingt ans les littératures française, belge et québécoise à l'université de Douala, au Cameroun Où il a animé sa revue Les Cahiers de l'Estuaire.
Premier Africain à recevoir en 2008 le Grand Prix de Poésie Léopold Sédar Senghor, Fernando d'Almeida a parcouru l'Afrique, l'Asie, l'Amérique et l'Europe.
Citoyen d'honneur de la ville de Joal-Fadiouth, ville natale de L.S. Senghor, il est signataire de nombre d'ouvrages de poésies et d'études littéraires.
En 2008, il se rend au Québec, invité pour le Festival international de la poésie de Trois-Rivières dont le thème était un vers de Félix Leclerc, « Le paysage finit toujours sur ton visage » et où une rencontre avec Fernando d'Almeida fut animée au pavillon des Humanités.
En 2012, il est invité d'honneur (avec Gaston Bellemare) au Festival international de poésie des Sept Collines de Yaoundé, évènement sous le haut patronage du Ministère des Arts et de la Culture du Cameroun et du Haut-commissariat du Canada.

## Publications
- Notes infra-paginales sur la poésie. Edilivre 2015
- Désert absolu (1979-1983). Edilivre 2014
- L'Absente. Edilivre 2014
- Ipséité et Altérité dans la poésie de Tchicaya U Tam'si. Edilivre 2014
- L'évangile du coït II. 2014
- Acheminement vers la source, 1988-2005, Recueil de poèmes. Edilivre 2014
- Italiques pour l'Oubangui. Edilivre 2014
- L'embellie de l'embolie. Pour que demeure Haïti. Edilivre 2014[4]
- Autour de deux poètes français : Saint-John Perse, Pierre Torreilles. Edilivre 2014
- Émile Ologoudou, poète béninois. Edilivre 2014
- Claudine Bertrand, poète du Québec. Edilivre 2014
- Initiation à la subversion (1982). Edilivre 2014
- L'Alchimie du verbe (2000). Edilivre 2014
- Propédeutique à la poésie québécoise. Edilivre 2014
- Propédeutique à la poésie scripturaire camerounaise. Edilivre, 2013
- De la parole écrite à la parole parlée - Entretiens avec des intellectuels francophones. Edilivre 2013
- Guillemets pour la lagune Nokoué. Edilivre 2013
- De la poérotique comme quête du merveilleux sexuel. Edilivre 2013
- Quatre poètes camerounais devant le langage. Edilivre, 2012
- Pour une vôdounisation de l'art. Edilivre, 2012
- Prolégomènes à la poésie francophone. Edilivre, 2012
- Épitaphe d'un cénotaphe. Edilivre, 2012
- Sémaphores des longitudes. Edilivre, 2012
- Nordité du simple. Edilivre, 2012
- La fable de l’ineffable, le tombeau de Gaston Miron. Harmattan Cameroun 2012[5]
- Archéologie de l'ordinaire. Edilivre, 2012
- Accès et détour au réel. Edilivre, 2012
- Dans l'ailleurs de l'ailleurs - Tombeau d'Aimé Césaire. Éditions Le Manuscrit, 2012
- Italiques pour l'île Wouri. Edilivre, 2011
- Introduction aux textes poétiques de Jacques Fame Ndongo. Edilivre, 2011
- L’ouvert de l’ultime : tombeau de Gatien Lapointe. Éditions Les écrits des forges et Éditions Henry, 2011[6]
- Les mots vertigent à sage escient. Edilivre, 2011
- Des choses dites de profil. Edilivre, 2011
- La mort en boucle pour le Japon. Edilivre, 2011
- Didascalies d'un séisme : pour Haïti. Éditions Opoto, 2010
- La muse de la Meuse. Éditions Le Manuscrit, 2010
- L'évangile du coït. Éditions Opoto, 2009
- Parages du langage. Éditions des Ecrits des Forges/ Éditions Henry, 2008[7]
- Mesure de l'amour. (2004)
- La Parole parlée Voix/Voies de poètes camerounais. Les Cahiers de l'Estuaire, Douala, 2002.
- Provisoire lieu du poème, Yaoundé. Presses universitaires de Yaoundé
- Strates de l'Amante. Les Cahiers de l'Estuaire, Douala, 1999
- Pour saluer l'absente. Les Cahiers de l'Estuaire, Douala, 1999
- Rhapsodies du temps présent. Zoki Azata, Douala-Cotonou, 1998
- Dans la spiritualité du néant. Les Cahiers de l'estuaire, Douala, 1998
- Travaux du merveilleux. Zoki Azata, 1998
- L'arrière-pays du mental. (1991)
- L'espace de la parole. (1984)
- L'espace de la parole. Paris : Éditions Silex, 1984 [8]
- En attendant le verdict. Paris : Éditions Silex, 1982
- Traduit du je pluriel. Abidjan ; Dakar ; Lomé : Les Nouvelles Éditions Africaines, 1980
- Au seuil de l'exil. Paris : P.J. Oswald, 1976

## Prix et distinctions
- Prix Leopold Sedar Senghor 2008